# Hans Bertram
Pour les articles homonymes, voir Bertram.

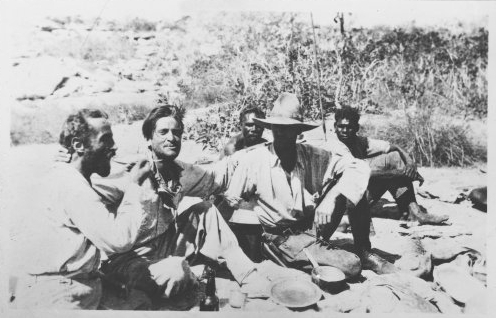
Adolph Klausmann et Hans Bertram, à gauche, après leur sauvetage

Hans Bertram (Remscheid, 26 février 1906 – Munich, 8 janvier 1993 ) est un aviateur, écrivain, scénariste et réalisateur allemand.

## Biographie
Le 12 mai 1932, Hans Bertram entame avec le mécanicien Adolf Klausmann un vol de nuit du Timor à Darwin en Australie. Dans l'obscurité, Ils perdent le contrôle de leur machine, un avion Junkers baptisé « Atlantis », et sont forcés d'atterrir en urgence près d'une côte. Ils doivent nager jusqu'à un désert inhabité du nord-ouest de l'Australie. Au bout de 53 jours, Bertram est retrouvé, presque mort de faim, alors qu'il est depuis longtemps déclaré mort en Allemagne. Son retour à Berlin-Tempelhof, le 17 avril 1933, est triomphal — il est célébré en héros — mais se fait sans son compagnon Adolf Klausmann, qui a perdu l'esprit lors de leur mésaventure. Bertram profite par la suite de sa renommée pour écrire plusieurs scénarios, et faire des films et des conférences. Son récit sur les 53 jours en Australie, Flug in die Hölle, qui paraît en 1951, est traduit dans une vingtaine de langues.
Ayant choisi un acteur suspecté par le pouvoir nazi d'être juif pour jouer dans son film Symphonie eines Lebens, qui sort en 1942, Hans Bertram est exclu de la Chambre de la culture du Reich. Durant quelques années, il est marié à l'actrice Gisela Uhlen avec qui il a une fille, Barbara Bertram.

## Filmographie
- 1938 : Femmes pour Golden Hill (de) (Frauen für Golden Hill) d'Erich Waschneck
- 1939 - 1940 : Baptême du feu (Feuertaufe. Der Film vom Einsatz unserer Luftwaffe im polnischen Feldzug)
- 1939 - 1940 : Le Renard de Glenarvon (Der Fuchs von Glenarvon) de Max W. Kimmich
- 1939 : Équipage de gloire (D III 88) de Herbert Maisch
- 1940 - 1941 : Escadrille de bombardement Lützow (Kampfgeschwader Lützow)
- 1943 : Symphonie d'une vie (Symphonie eines Lebens)
- 1948 - 1950 : Der verzauberte Klang
- 1949 : Un grand amour (Eine große Liebe)
- 1952 : La Tour du silence (de) (Türme des Schweigens)
- 1977 : Flug in die Hölle
- 1985 : Flug in die Hölle (Flight into hell), série